# Oxford University Press
Oxford University Press (OUP) és l'editorial universitària més gran del món. És un departament de la Universitat d'Oxford i està regida per un grup de 15 acadèmics dirigits pel vicecanceller (Vice-Chancellor).
La universitat va començar a imprimir l'any 1480. A la fi del segle xix, va emprendre el projecte de fer el que seria l'Oxford English Dictionary. Des dels darrers cent anys edita llibres de tota mena (n'hi ha de destinats als infants, d'específics de música, etc.). Ja el 1896 l'editorial va obrir la delegació de Nova York. Darrerament, s'ha hagut d'adaptar a la nova tecnologia informàtica i per això el 1989 va tancar la impremta d'Oxford i el 2004 el seu molí paperer. Actualment publica uns 6.000 nou títols cada any i dona feina a unes 4.000 persones arreu del món. El 2011 publicà a Internet el lloc web Oxford Bibliographies Online.